# Luisa Amaro

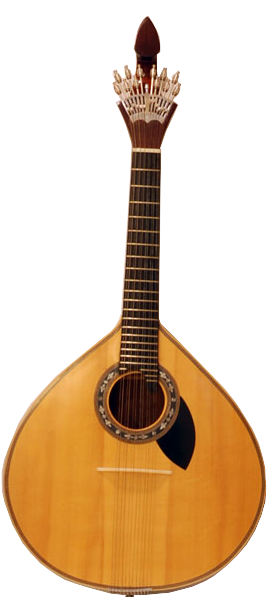
Guitarra portuguesa

Luísa Amaro (Kinshasa) é uma musicista e compositora portuguesa que tornou-se na primeira mulher a gravar e a compor para guitarra portuguesa. Foi discípula da guitarrista argentina María Luisa Anido e de Carlos Paredes, que acompanhou em numerosos concertos.

## Biografia
Nasceu em Kinshasa mas veio com os pais, ainda muito nova, para Portugal pouco antes de se iniciar a guerra civil no Congo. 
Por vontade dos pais vai estudar direito na Universidade Católica. mas não conclui o curso, para se dedicar exclusivamente à música. 
Foi aluna do Conservatório Nacional de Lisboa, onde estudou guitarra clássica tem como professor Lopes e Silva e da guitarrista argentina María Luisa Anido em Barcelona, onde estudou em Barcelona, em 1983. Será também aluna do guitarrista argentino Roberto Roussel no Curso Internacional de Guitarra que decorre em 1989, em França. 
Após conhecer Carlos Paredes, em 1984, e que viria a tornar-se seu companheiro de vida por 20 anos, começa a tocar guitarra portuguesa e irá acompanhar em numerosos recitais e concertos, quer em Portugal quer no estrangeiro, até 1993. 
Três anos depois assume o seu papel de compositora, compondo especificamente para a guitarra portuguesa, sendo a primeira mulher a fazê-lo. É também a primeira a gravar quer como interprete quer como autora de peças para este instrumento. 

## Obra
Discografia (seleccionada): 
- 1987 -  Espelho de sons = Mirror of sound, com Carlos Paredes e Fernando Alvim
- 1989 - Asas sobre o mundo
- 1999 - Carlos Paredes (Documento electrónico): crónica de um guitarrista amador
- 2002 - Uma guitarra com gente dentro (antologia)
- 2010 - Maria de Jesus Barroso (feat. Luísa Amaro) [13]
- 2012 - Meditherranios [14]
- 2014 - Argvs [15]
- 2018 - Mar Magalhães [16][17]

Filmografia:
- 1990 - Charlie Haden / Carlos Paredes - Encontro em Maio, realizado por Carlos Barradas  [18]

- 2006 - Movimentos Perpétuos: cine-tributo a Carlos Paredes, realizado por Edgar Pêra [19]
- 2018 - Porque é Este o Meu Ofício, de Paulo Monteiro [20]

## Ligações Externas
- Facebook Oficial de Luísa Amaro
- Luisa Amaro no programa Notas de Autor, da TSF e a Sociedade Portuguesa de Autores (SPA)
- Concerto ao vivo de Luísa Amaro - Arroios ao Vivo (2017)
- Mural Sonoro Podcast - Mulheres na Música: Luísa Amaro
- ANTENA 1 | Luísa Amaro no programa Infinito Particular (2023)